# Navarretia mellita
Navarretia mellita är en blågullsväxtart som beskrevs av Edward Lee Greene. Navarretia mellita ingår i släktet navarretior, och familjen blågullsväxter. Inga underarter finns listade i Catalogue of Life.